# Empoasca karatavica
Empoasca karatavica är en insektsart som beskrevs av Mitjaev 1969. Empoasca karatavica ingår i släktet Empoasca och familjen dvärgstritar.
Artens utbredningsområde är Kazakstan. Inga underarter finns listade i Catalogue of Life.